# Quảng Yên (phường)
Quảng Yên là một phường thuộc tỉnh Quảng Ninh, Việt Nam.

## Địa lý
Phường Quảng Yên nằm ở trung tâm thị xã Quảng Yên, có vị trí địa lý:
- Phía đông giáp phường Cộng Hòa và xã Tiền An
- Phía tây giáp phường Yên Giang
- Phía nam giáp phường Nam Hòa và xã Cẩm La
- Phía bắc giáp phường Yên Giang và xã Hiệp Hòa.

Phường có diện tích 5,43 km², dân số năm 2011 là 20.055 người, mật độ dân số đạt 3.697 người/km².

## Lịch sử
Trước đây, Quảng Yên là thị trấn huyện lỵ huyện Yên Hưng, tỉnh Quảng Ninh. Thị trấn Quảng Yên được thành lập vào ngày 2 tháng 7 năm 1964 trên cơ sở giải thể thị xã Quảng Yên cũ.
Ngày 12 tháng 6 năm 2006, Chính phủ ban hành Nghị định 58/2006/NĐ-CP. Theo đó, điều chỉnh 126,0 ha diện tích tự nhiên và 1.725 người của xã Yên Giang; 397,6 ha diện tích tự nhiên và 3.442 người của xã Cộng Hòa về thị trấn Quảng Yên quản lý.
Sau khi điều chỉnh địa giới hành chính, thị trấn Quảng Yên có 627,8 ha diện tích tự nhiên và 14.290 người.
Ngày 25 tháng 11 năm 2011, Chính phủ ban hành Nghị quyết 100/NQ-CP. Theo đó, chuyển huyện Yên Hưng thành thị xã Quảng Yên và thành lập phường Quảng Yên trên cơ sở toàn bộ 542,52 ha diện tích tự nhiên, 20.055 người của thị trấn Quảng Yên.